# Life like Me
Life like Me è un singolo del rapper statunitense Lil Pump, pubblicato il 16 settembre 2020. 

## Tracce
1. Life like Me – 1:48